# Protestos em Quixinau em 2009
Os protestos de Quixinau em 2009 aconteceram no dia 7 de abril, na capital da Moldávia, por motivo de contestação dos resultados das eleições parlamentares, que deram a vitória ao candidato Vladimir Voronin, do Partido dos Comunistas.
De acordo com os organizadores, 50 mil pessoas participaram das manifestações, pegando a oposição anticomunista de surpresa e limitando seu controle sobre eventos. Cerca de 100 pessoas, incluindo manifestantes e policiais, ficaram feridas nos confrontos, além de 3 mortos. Imagens de TV mostravam policiais em retirada, protegendo-se com escudos de uma chuva de objetos lançados por manifestantes.

## Contexto
O Partido dos Comunistas da Moldávia obteve 49,48% dos votos no pleito, seguido de três legendas de oposição: o Partido Liberal, que obteve 13,14% dos votos, o Partido Democrático Liberal, com 12,43% e a aliança Nossa Moldávia, com 9,77%. Isso fez com que o PC obtivesse 60 dos 101 assentos na nova Câmara, quando precisaria de 61 (três quintos) para poder formar sozinho o Governo e escolher o presidente do país. A oposição, por sua vez, conquistou 41 cadeiras, o que permite que bloqueie a formação do Executivo e a escolha do chefe de Estado ou impor suas condições aos comunistas em troca de apoio.

### Suspeita de fraude

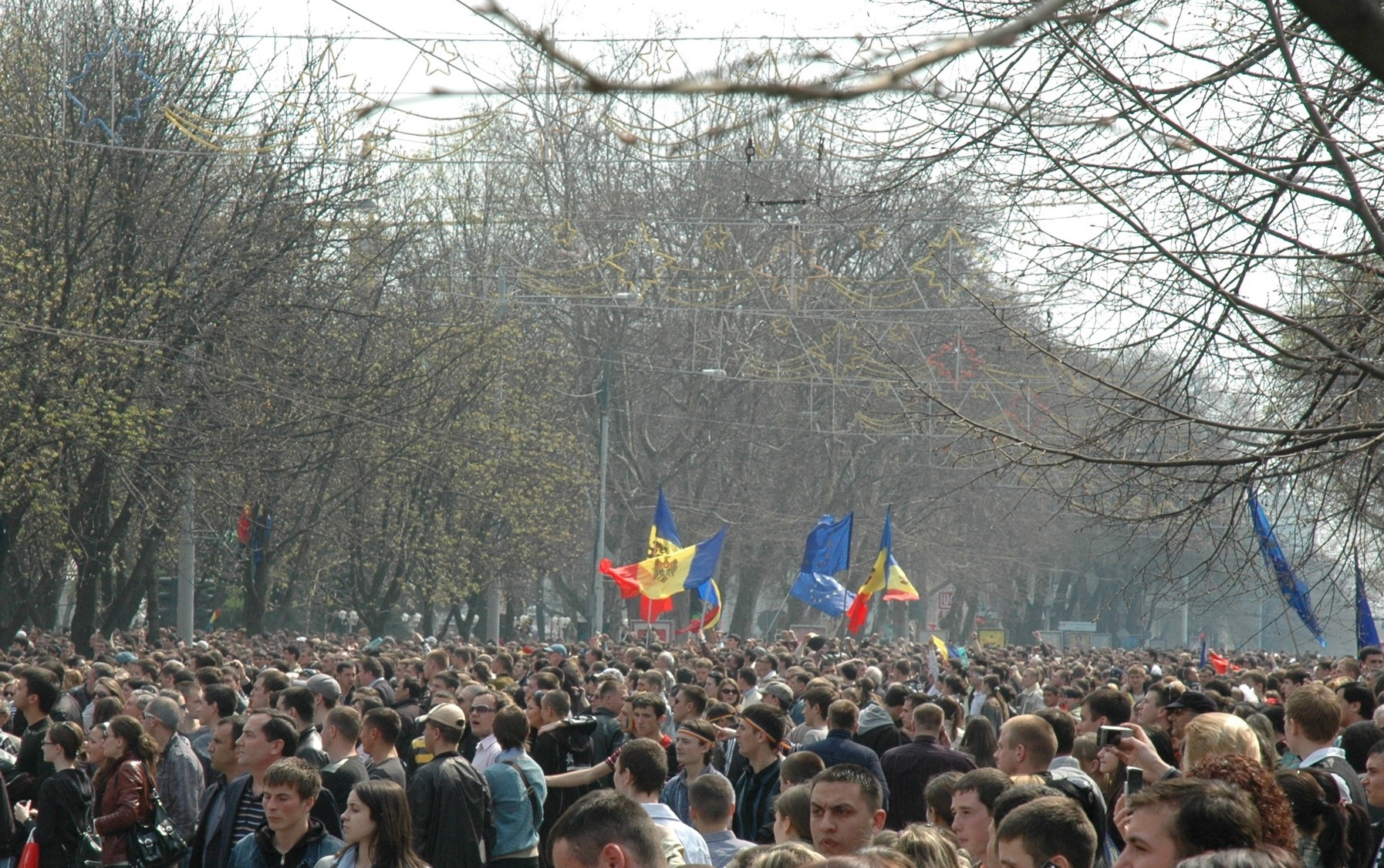
Protestos no boulevard Ştefan cel Mare

Foi informado que a Comissão Eleitoral do país decidiu permitir aos partidos de oposição verificar as listas de eleitores e os protocolos da apuração dos votos, como resposta às denúncias de fraude. A oposição moldávia informou que entregou à CEC supostas evidências de fraude na votação, cujos resultados motivaram os graves distúrbios na capital.

### Acusação à Romênia
Vladimir Voronin, acusou a Romênia de estimular os protestos, e ainda afirmou que o embaixador romeno não é mais bem-vindo na Moldávia e descreveu a violência no país como um golpe de Estado. "Sabemos que certas forças políticas na Romênia estão por trás desses confrontos. As bandeiras romenas colocadas nos prédios do governo em Quixinau são prova disso", disse ele.

## Os protestos

### 7 de abril
Milhares de jovens manifestantes foram às ruas de Quixinau no dia 7 de abril, enfrentando a polícia e invadindo o prédio do Parlamento, em protesto contra o resultado do pleito. Alguns dos manifestantes pediram a unificação da Moldávia com a Romênia durante os confrontos. "Abaixo o comunismo", "Melhor estar morto que ser comunista", "Queremos estar na Europa" e "Somos romenos" foram algumas das frases gritadas pelos manifestantes nas ruas da capital moldávia durante os distúrbios. Foram contabilizados um morto e pelo menos 30 feridos.

### 8 de abril

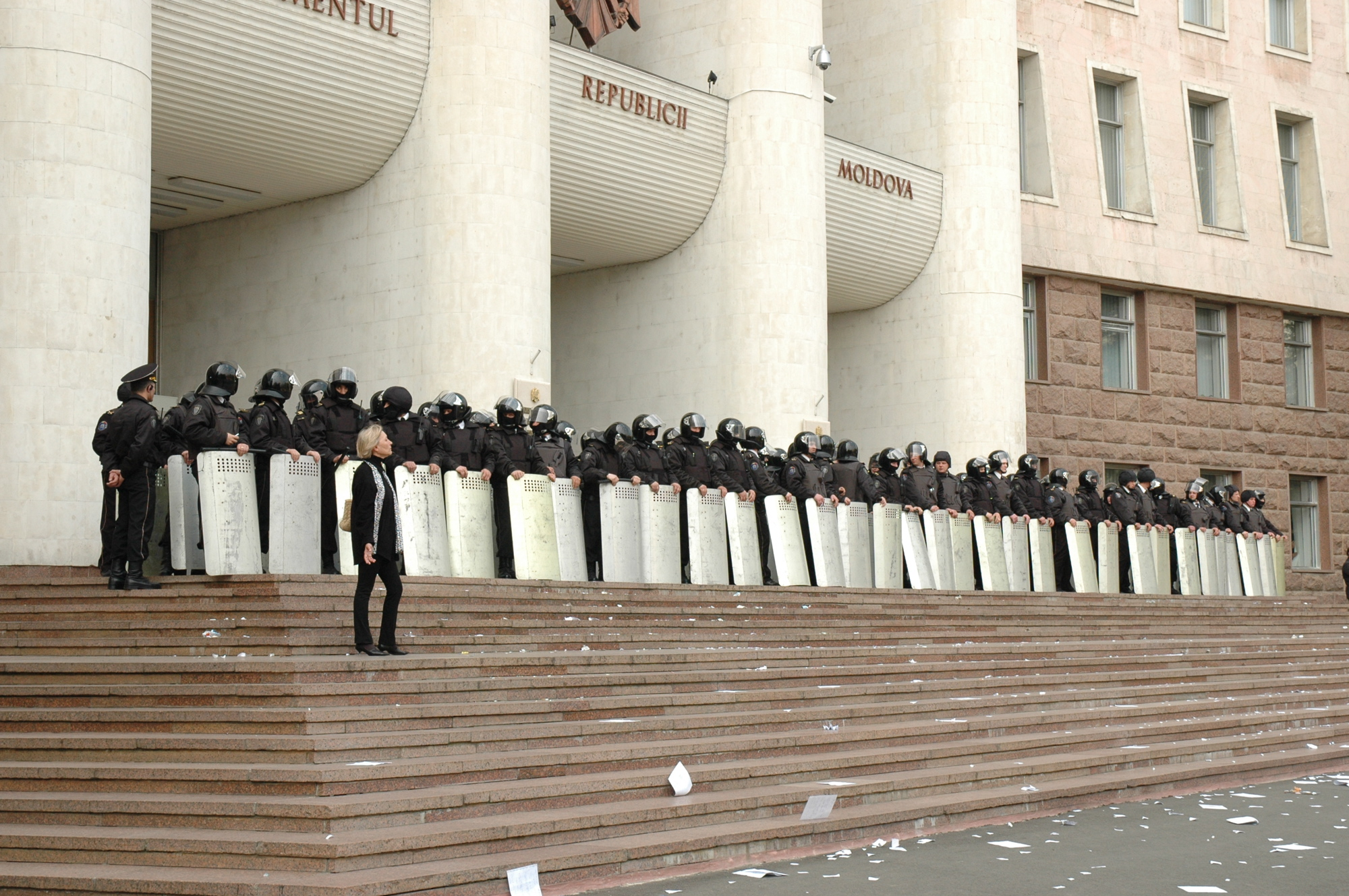
A tropa de choque em frente ao Parlamento do país.

Na manhã deste dia, as ruas da cidade estavam silenciosas, depois do fim dos protestos na noite anterior. A polícia retomou o controle do Parlamento, porém cerca 400 manifestantes começaram a se reunir no centro da cidade para o terceiro dia de protestos. Os líderes de oposição afirmaram que as manifestações vão continuar. Vlad Filat, líder do Partido Liberal Democrata, disse que os protestos foram "uma ação espontânea dos jovens". Filat afirmou que a oposição tentou evitar excessos como os ataques ao Parlamento, e acrescentou que a oposição do país "não tem medo de prisões ou intimidações. As pessoas não querem viver assim, querem viver livres e sem medo".
As notícias sobre as manifestações em Quixinau foram espalhadas por meio de mensagens de texto em telefones celulares, e-mails e pelas redes de relacionamento Facebook e Twitter.

#### Retomada do Parlamento
A polícia da Moldávia retomou o controle do Parlamento, que foi invadido e saqueado pelos jovens manifestantes. Eles quebraram janelas e arremessaram o mobiliário de escritório do topo do edifício, na pior convulsão política dos últimos anos no mais pobre país da Europa. Nas primeiras horas da manhã do dia 8, a polícia retomou o prédio e prendeu uma dúzia de manifestantes, antes de retirar outros opositores da praça em frente ao Parlamento. Forças especiais da polícia ficaram dentro e fora dos principais prédios públicos da capital, aonde conseguiram chegar nas primeiras horas da madrugada. Segundo a agência de notícias russa Interfax, a polícia deu tiros para o ar e deteve vários jovens que tinham se instalado para passar a noite junto a uma fogueira diante da sede do Parlamento.

## Reação do governo moldávio
Voronin ameaçou recorrer à força para reprimir os distúrbios. "Fiz o possível em 1989 e 1991, quando era ministro do Interior, para evitar qualquer derramamento de sangue em situações similares", afirmou. "Ontem estive a ponto de recorrer à força. Se isto se repetir, poderemos adotar as medidas pertinentes". Simultaneamente, 400 manifestantes começaram a se reunir no centro de Quixinau para um terceiro dia de manifestações.

## Reação internacional
- Roménia: As autoridades romenas qualificaram de "provocação" as acusações do Governo moldávio, e criticaram a ordem de expulsão de seu embaixador na ex-república soviética. Em comunicado oficial, o Ministério de Assuntos Exteriores da Romênia considera uma "provocação" as acusações do Governo da Moldávia e tacha de "aberrantes" as restrições impostas à entrada de cidadãos romenos no país. Em tom firme, a Chancelaria romena afirma que é "inaceitável que o Governo comunista de Quixinau torne a Romênia e seus cidadãos responsáveis pelos problemas internos da Moldávia".

- Rússia: Em Moscou, o ministro dos Negócios Estrangeiros russo, Serguei Lavrov, disse que as manifestações do dia 7 eram uma conspiração contra a soberania da Moldávia, uma antiga república soviética e visando a reunião deste país com a Roménia. “A julgar pelos slogans que foram gritados nas praças, pela grande quantidade de bandeiras romenas nas mãos dos organizadores destes ultrajes, os objetivos é desacreditar a consolidação da soberania da Moldávia”, disse ele.